# 沖縄ITイノベーション戦略センター
一般財団法人沖縄ITイノベーション戦略センター（おきなわあいてぃーいのべーしょんせんりゃくせんたー、英称：IT Innovation and Strategy Center Okinawa）通称ISCO（イスコ）は沖縄県の外郭団体であり、公益性の高い団体。一般財団法人。
沖縄県による国際都市形成基本計画（1997年）、マルチメディアアイランド構想（1998年）、沖縄21世紀ビジョン基本計画（2012年）、おきなわSmartHub構想（2013年）、沖縄県アジア経済戦略構想（2015年）、沖縄21世紀ビジョン基本計画改訂版（2017年）の系譜を踏まえ、2015年からセンター構想の検討・分析・提言が行われ、2017年に設立準備が行われ、2018年5月に設立された。
沖縄県内最大級のIT・デジタルトランスフォーメーション（DX）の展示商談会「ResorTech EXPO in Okinawa」（リゾテックエキスポインおきなわ）を主催する同実行委員会事務局でもあり、ISCOの理事長が同EXPOの実行委員長を務める規約となっている。

## 設立日
2018年5月1日（7月事業開始）

## 所在地
沖縄県那覇市旭町112番地1 金秀ビル 東館 2階

## 目的
情報通信技術の活用による沖縄県の情報通信関連産業をはじめとする産業全体の振興を図るため、成長戦略を提言し、実行する司令塔となることで、産業全体の生産性と国際競争力を向上に寄与。

## 設立理念
ITの活用（Powered by IT）による産業全体の振興を図る成長戦略の提言とその実行により、沖縄における非連続的なイノベーションと新しい価値の創造を実現する。

## 事業内容
- ITを活用した産業成長戦略立案及びITによる経済・社会課題解決の提言、これに必要な調査研究に関する事業
- 県内の主要産業や特色産業におけるIT活用モデルの企画立案及び産業間の連携促進に関する事業
- 先進的な情報通信技術の実証に関する事業
- 国際的なIT見本市及び商談会等の開催に関する事業
- ITを活用するベンチャー企業等の起業・事業化支援や集積促進に関する事業
- IT人材及びIT活用人材の確保・育成に関する事業
- IT企業や研究開発機関等の誘致に関する事業
- 国内外の研究開発機関や産業支援機関等との連携交流に関する事業

## 出捐団体
- 沖縄県
- 那覇市
- 一般社団法人沖縄県情報産業協会
- 沖縄セルラー電話株式会社
- 沖縄電力株式会社
- 株式会社NTTドコモ
- 株式会社沖縄海邦銀行
- 株式会社沖縄銀行
- 株式会社日立製作所
- 株式会社琉球銀行
- ソフトバンク株式会社
- 西日本電信電話株式会社
- 日本電気株式会社

（50音順）